# پاکستانی‌ها در هند
پاکستانی‌ها در هند (انگلیسی: Pakistanis in India) در درجه اول شامل هندوها و سیک‌های پاکستانی هستند که به دنبال تابعیت هند و عروس مسلمان پاکستانی هستند که با هندی‌ها ازدواج می‌کنند. افراد دیگر شامل اتباع پاکستانی است که به دنبال تابعیت هند برای کار در هند بودند. در دسامبر سال ۲۰۱۵، عدنان سامی خواننده پاکستانی تابعیت هند را در اختیار گرفت. ماهاراشترا از زمان آرامش و ساده‌سازی قوانین مهاجرت در دسامبر سال ۲۰۱۷ شاهد افزایش شش برابری درخواست‌های شهروندی هند از اتباع پاکستانی بوده‌است. این افراد از عروس‌های مرزی در بمبئی هستند که نزدیک به یک دهه منتظر تابعیت بوده‌اند. علاوه بر این، حدود ۷۶۱ تبعه پاکستانی نیز به‌طور رسمی وجود دارند که در زندان‌های هند نگهداری می‌شوند که اکثر آنها به اتهام جاسوسی و جرایم مرتبط با تروریسم، زندان را تحمل می‌کنند.
گزارش اتباع پاکستانی که در نواحی نپال و بنگلادش به مرزهای متخلخل شرقی نفوذ می‌کنند، بارها منتشر می‌شود. در سال ۲۰۱۷، ۲۵۰ تبعه پاکستانی که به‌طور غیرقانونی در هند اقامت داشتند، اخراج شدند. تاکنون گزارشی از هند منتشر نشده‌است که از تعداد واقعی اتباع غیرقانونی پاکستان در هند خبر دهد. تعداد قابل توجهی از اتباع پاکستانی به‌طور موقت دانشجویان‌های بین‌المللی و گردشگران پزشکی هستند.